# Palus Somni
La Palus Somni ("Palude del sonno", in latino) è un'area della Luna di terreno relativamente livellato ma piuttosto irregolare che giace lungo il confine nord orientale del Mare Tranquillitatis e del Sinus Concordiae ed ha un diametro di circa 143 km.
La superficie ha alcune basse catene e piccole porzioni di terreno uniforme. Presenta una albedo più alta del mare ad ovest ed ha una tonalità di grigio tipica delle zone continentali. Qualche cratere minore giace entro i suoi confini, con il cratere sommerso Lyell lungo il margine ovest, il cratere Crile ad est e Franz a nordovest.

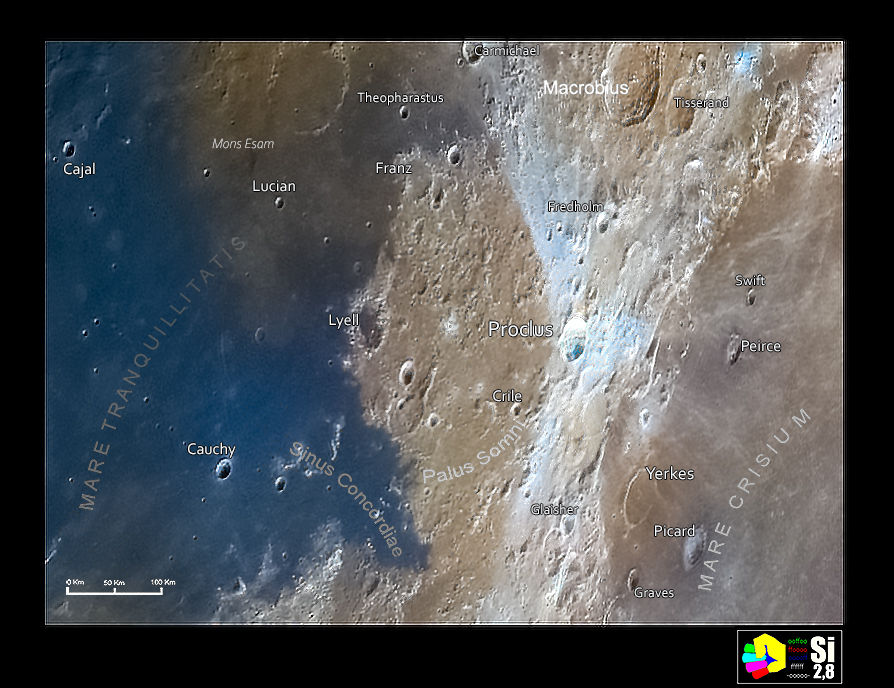
La zona di Palus somni con mineral postprocessing

Nel 1907 è stata descritta come avente «un colore che è unico sulla Luna, un tipo di marrone chiaro, abbastanza dissimile nelle sue sfumature da ogni altra pianura o regione montuosa» (Serviss, Garrett P. "The Moon" 1907).